# Stazione meteorologica di Ascoli Piceno
La stazione meteorologica di Ascoli Piceno è la stazione meteorologica di riferimento relativa alla città di Ascoli Piceno.

## Coordinate geografiche
La stazione meteo si trova nell'Italia centrale, nelle Marche, in provincia di Ascoli Piceno, nel comune di Ascoli Piceno, a 166 metri s.l.m. e alle coordinate geografiche 42°51′N 13°34′E.

## Dati climatologici
In base alla media trentennale di riferimento 1991-2020, la temperatura media del mese più freddo, gennaio, si attesta a +6,7 °C; quella dei mesi più caldi, luglio e agosto, è di +26,1 °C.
Le precipitazioni medie annue superano i 1.000 mm, distribuite mediamente in 80 giorni, e presentano un minimo relativo in estate, un picco in autunno e un massimo secondario in primavera molto accentuati .
| Ascoli Piceno                      | Mesi | Mesi | Mesi | Mesi | Mesi | Mesi | Mesi | Mesi | Mesi | Mesi | Mesi | Mesi | Stagioni | Stagioni | Stagioni | Stagioni | Anno  |
| Ascoli Piceno                      | Gen  | Feb  | Mar  | Apr  | Mag  | Giu  | Lug  | Ago  | Set  | Ott  | Nov  | Dic  | Inv      | Pri      | Est      | Aut      | Anno  |
| ---------------------------------- | ---- | ---- | ---- | ---- | ---- | ---- | ---- | ---- | ---- | ---- | ---- | ---- | -------- | -------- | -------- | -------- | ----- |
| T. max. media (°C)                 | 11,2 | 13,1 | 17,0 | 20,3 | 24,9 | 30,1 | 32,8 | 33,0 | 27,2 | 22,0 | 16,8 | 13,2 | 12,5     | 20,7     | 32,0     | 22,0     | 21,8  |
| T. min. media (°C)                 | 2,2  | 3,4  | 5,8  | 8,9  | 12,9 | 17,2 | 19,3 | 19,2 | 14,9 | 11,1 | 7,6  | 4,1  | 3,2      | 9,2      | 18,6     | 11,2     | 10,5  |
| Precipitazioni (mm)                | 84   | 65   | 70   | 97   | 101  | 70   | 53   | 48   | 63   | 146  | 118  | 116  | 265      | 268      | 171      | 327      | 1 031 |
| Giorni di pioggia                  | 7    | 5    | 9    | 7    | 7    | 8    | 4    | 3    | 6    | 6    | 8    | 10   | 22       | 23       | 15       | 20       | 80    |
| Umidità relativa media (%)         | 72   | 70   | 68   | 68   | 66   | 63   | 58   | 59   | 67   | 74   | 77   | 75   | 72,3     | 67,3     | 60       | 72,7     | 68,1  |
| Eliofania assoluta (ore al giorno) | 3,3  | 4,1  | 4,2  | 4,8  | 6,3  | 6,5  | 8,6  | 8,7  | 6,7  | 5,1  | 3,5  | 3,0  | 3,5      | 5,1      | 7,9      | 5,1      | 5,4   |